# Eva Bonnier (bokförläggare)
Eva Bonnier, född 24 april 1945 i Stockholm, är en svensk bokförläggare vid Albert Bonniers förlag och miljardär.
Hon är dotter till bokförläggaren Gerard Bonnier och Elisabeth Holmén samt syster till Karl Otto Bonnier den yngre, Pontus Bonnier och biskop Åke Bonnier. Hon bedrev universitetsstudier 1965–1968 och genomgick socialhögskola 1969–1974. Hon började vid Bonniers Juniorböcker (namnändrat Juniorförlag) 1975, blev biträdande förlagschef där 1986, var förlagschef vid Bokförlaget Eva Bonnier 1990–1992 och blev VD vid Albert Bonniers förlag AB 1992.
Eva Bonnier var 1967–1973 gift med civilekonom Peter Engström (född 1944) och sedan 1978 med journalisten och författaren Erik Sidenbladh (född 1946), son till hovrättspresidenten Karl Sidenbladh och bibliotekarien Anne-Marie, ogift Almquist. De är boende på Alberget 4 på Djurgården, och hon har fem barn. 